# Шершенці
Ше́ршенці — село Кодимської міської громади у Подільському районі Одеської області, Україна. Відстань до центру громади становить близько 18 км і проходить автошляхом Т 1611. У селі розташований пункт пропуску на кордоні із Молдовою Шершенці—Валя Туркулуй.

## Назва
Шершенці походять від слова шершень, шершені роду Vespa перепончатокрилих комах, родини ос, яких дуже багато водилося в кам'янистих ярах, де розташовано село.

## Географія
Село Шершенці засноване у XVI ст. Розташоване воно у долині річки Білочі, на горбистій, кам'янистій місцевості, порізаній ярами та балками, багатими на будівельні матеріали: вапняк, глину, пісок. Рослинний і тваринний світ — різноманітний. Навколо села росте ліс, в якому зростає дуб, а також клен, ясен, ялина, акація. З тваринного світу трапляються лисиці, зайці, дикі кози, свині, куниці, кроти.
Загальна чисельність жителів села станом на 1 січня 1959 року була 3115 осіб. З них 1510 чоловік, 1605 жінок. По селу налічувалося 1708 дворів.
У 80-90-х роках економічні труднощі призвели до міграції сільського населення до великих міст. За результатами перепису населення у 2001 році чисельність жителів с. Шершенці зменшилась до 1480 чоловік. (на 1 січня 2007 року — 1388 осіб).
Загальна площа території села Шершенці становить 765 га.
На території сільської ради працює будинок культури та дитячий садок, який збудовано у 1970 році. Прокладено бетоновану дорогу, що з'єднала Шершенці p селом Грабовим та молдовським селом Вадатурковим. Через річку Білочі збудовано два мости. У 1992 році збудовано і здано в експлуатацію середню загальноосвітню школу на 310 місць.

## Історія
Під час організованого радянською владою Голодомору 1932—1933 років померло щонайменше 66 жителів села.
Колищній орган місцевого самоврядування — Шершенецька сільська рада.
19 липня 2020 року, в результаті адміністративно-територіальної реформи і ліквідації Кодимського району, село увійшло до складу новоутвореного Подільського району.

## Населення
Згідно з переписом УРСР 1989 року чисельність наявного населення села становила 1721 особа, з яких 716 чоловіків та 1005 жінок.
За переписом населення України 2001 року в селі мешкали 1543 особи.

### Мова
Розподіл населення за рідною мовою за даними перепису 2001 року:
| Мова       | Кількість | Відсоток |
| ---------- | --------- | -------- |
| українська | 1498      | 96.33%   |
| російська  | 39        | 2.51%    |
| румунська  | 18        | 1.16%    |
| Усього     | 1555      | 100%     |

## Постаті
- Кресюн Валентин Йосипович[ru] (1941) — радянський і український фармаколог, клінічний фармаколог, член-кореспондент Національної академії медичних наук України (2002), доктор медичних наук (1984), професор (1985), заслужений діяч науки і техніки України (1991), лауреат Державної премії України в галузі науки й техніки (2017).
- Чегурко Олександр Петрович (1987—2018) — старший сержант Збройних сил України, учасник російсько-української війни.